# Campanula sarmatica
Campanula sarmatica là loài thực vật có hoa trong họ Hoa chuông. Loài này được Ker Gawl. mô tả khoa học đầu tiên năm 1817.